# Могульский, Анатолий Альфредович
Анатолий Альфредович Могульский (род. 17 мая 1946, Каменск-Уральский, Свердловская область) — советский и российский математик, доктор физико-математических наук, профессор, лауреат премии имени А. Н. Колмогорова РАН (2015).

## Биография
Родился 17.05.1946 в Каменске-Уральском. Окончил механико-математический факультет Новосибирского государственного университета по специальности «Математика» (1969).
В 1969—1971 гг. инженер НИИ автоматизированных систем планирования и управления Главсистемпрома МПСА и СУ СССР (НИИ систем, Новосибирск).
С 1971 г. в Институте математики им. С. Л. Соболева Сибирского отделения АН СССР: аспирант (1971—1974), младший научный сотрудник (1974—1982), старший научный сотрудник (1982—1992), ведущий научный сотрудник (1992—2009), главный научный сотрудник (с 2009) лаборатории теории вероятностей и математической статистики.
С 2001 г. по совместительству преподаёт в Новосибирском государственном университете, профессор кафедры теории вероятностей и математической статистики. Читает курсы «Теория вероятностей», «Математическая статистика», «Теория случайных процессов».
Учёные степени:
- кандидат физико-математических наук, тема диссертации «Большие и малые уклонения в функциональных пространствах. Некоторые граничные задачи»(1974);
- доктор физико-математических наук, тема диссертации «Большие и малые уклонения в граничных задачах для случайных блужданий» (1983).

Профессор по кафедре высшей математики (1990).
Автор более 110 научных публикаций.
Учёный в области теории вероятности и математической статистики. Совместно с А. А. Боровковым получил полные асимптотические разложения для многомерной функции восстановления и установил при минимальных моментных условиях принцип больших уклонений для траекторий многомерных случайных блужданий.
Совместно с Б. А. Рогозиным написал цикл работ, в которых изучены граничные характеристики, связанные с выходом из положительного квадранта случайного блуждания, порождённого суммами независимых случайных векторов.
Лауреат премии имени А. Н. Колмогорова РАН (2015) — За цикл работ «Расширенный принцип больших уклонений для траекторий случайных блужданий».

## Из библиографии
- Об одном свойстве преобразования Лежандра. Матем. тр., 2017, том 20, номер 1, страницы 145—157.
- Расширенный принцип больших уклонений для процесса с независимыми приращениями. Сиб. матем. журн., 2017, том 58, номер 3, страницы 660—672.
- Принцип больших уклонений для обобщённого пуассоновского процесса. Матем. тр., 2016, том 19, номер 2, страницы 119—157.
- А. А. Боровков, А. А. Могульский. Принципы больших уклонений для конечномерных распределений обобщённых процессов восстановления. Сиб. матем. журн., 2015, том 56, номер 1, страницы 36-64.
- А. А. Боровков, А. А. Могульский. Принципы больших уклонений для траектории обобщённых процессов восстановления. II Теория вероятн. и её примен., 2015, том 60, выпуск 3, страницы 417—438.
- А. А. Боровков, А. А. Могульский. Принципы больших уклонений для траектории обобщённых процессов восстановления. I Теория вероятн. и её примен., 2015, том 60, выпуск 2, страницы 227—247.
- А. А. Боровков, А. А. Могульский. О принципах больших уклонений для сумм случайных векторов и соответствующих функций восстановления в неоднородном случае. Матем. тр., 2014, том 17, номер 2, страницы 84-101.
- А. А. Боровков, А. А. Могульский. Условные принципы умеренно больших уклонений для траекторий случайных блужданий и процессов с независимыми приращениями. Матем. тр., 2013, том 16, номер 2, страницы 45-68.
- Об оценке сверху в принципе больших уклонений для сумм случайных векторов. Матем. тр., 2013, том 16, номер 1, страницы 121—140.
- А. А. Боровков, А. А. Могульский. Неравенства и принципы больших уклонений для траекторий процессов с независимыми приращениями. Сиб. матем. журн., 2013, том 54, номер 2, страницы 286—297.
- А. А. Боровков, А. А. Могульский. Принципы умеренно больших уклонений для траектории случайных блужданий и процессов с независимыми приращениями. Теория вероятн. и её примен., 2013, том 58, выпуск 4, страницы 648—671.
- А. А. Боровков, А. А. Могульский. Принципы больших уклонений для траекторий случайных блужданий. III Теория вероятн. и её примен., 2013, том 58, выпуск 1, страницы 37-52.
- Теорема о разложении интеграла уклонений. Матем. тр., 2012, том 15, номер 2, страницы 127—145.
- А. А. Боровков, А. А. Могульский. Принципы больших уклонений для траекторий случайных блужданий. II Теория вероятн. и её примен., 2012, том 57, выпуск 1, страницы 3-34.